# На шляху до Леніна
«На шляху до Леніна» — радянсько-німецький художній фільм 1969 року за мотивами книги спогадів Альфреда Курелли.

## Сюжет
Літо 1919 року. Повертаючись з Радянської Росії до Німеччини з колишніми військовополоненими солдатами, німецький комуніст-спартаківець Віктор Клейст згадує події останніх 4 місяців. На початку 1919 року в Мюнхені під час виступу на похоронному мітингу Курта Айснера — міністра Баварської республіки, Віктора заарештовують за безпідставним звинуваченням у вбивстві іншого баварського міністра. Клейсту вдається втекти і дістатися до Берліна, де він потрапляє в гніздо анархістів і дискутує з ними. За завданням Компартії, що пішла в підпілля, він з товаришами Мартіном і Жоржем пробирається з безліччю пригод через Литву в Москву з листами до Леніна. Тут в ЦК комсомолу йому пропонують взяти участь в розробці програми для майбутньої Міжнародної конференції соціалістичної молоді. У Москві він домагається зустрічі з Леніним і обговорює план створення Комуністичного Інтернаціоналу молоді. Ця зустріч визначить все подальше життя німецького революціонера-комуніста.

## У ролях
- Михайло Ульянов —  Володимир Ленін
- Готфрід Ріхтер —  Віктор Клейст
- Гельмут Хабель —  Мартін Шенцінгер
- Лев Круглий —  Жорж Горчаков
- Жанна Болотова —  Олена Васильєва
- Хайдемарі Венцель —  Лора Майснер
- Лев Дуров —  Кузьма Сухарін, комісар другої балтійської бригади
- Михайло Метьолкін —  Коля Шкваркін, член ЦК комсомолу
- Люсьєна Овчинникова —  Римма, секретар ЦК комсомолу
- Володимир Кузнецов —  Лазар Шацкін, секретар ЦК з міжнародних справ
- Анатолій Кузнецов —  секретар
- Гліб Стриженов —  комісар
- Геннадій Юхтін —  льотчик
- Анатолій Азо —  литовський селянин
- Валентина Владимирова —  чергова в готелі
- Георгій Тусузов —  диригент в театрі
- Юрій Стосков — епізод
- Інге Келлер —  фрау фон Рьотгер
- Хельга Гьорінг — мати Віктора, фрау Кляйст
- Еріка Пеліковськи — мати Жоржа
- Ханс-Петер Райнеке — солдат
- Норберт Крістіан — Цергюбель, слідчий
- Ханс-Йоахім Ханіш — Фогель, лейтенант
- Євген Гончаров — Лазар Шацкін, секретар ЦК комсомола
- Йорг Гілльнер — Гаррі Моч
- Анна Пруцналь — телефоністка
- Вінфрід Глатцедер — Рольф Розенов
- Хорст Хімер — товариш Вольф
- Дітер Манн — Еріх Цварг, молодий робітник
- Ганс Клерінг — старий на сходах
- Вольфганг Боркенхаген — старший лейтенант
- Курт Мюллер-Райцнер — майор
- Дангуоле Баукайте — дружина селянина
- Гюнтер Цшекель — епізод
- Ерік Фельдре — епізод
- Ніко Турофф — епізод
- Хайдемарі Шнайдер — епізод
- Уве Шмідт — епізод
- Герд Шайбель — епізод
- Отто Роланд — епізод
- Рольф Ріппергер — епізод
- Вольфганг Пампель — епізод
- Іван Мальре — анархіст
- Маделайн Лірк — епізод
- Катерина Верецова — стара
- Петро Маковський — Федя
- Ганс-Йоахим Хегевальд — епізод
- Ганс Циммерман — епізод
- Ангеліка Нойчел — анархістка
- Крістіане Ланцке — епізод
- Бодо Кремер — епізод
- Хайнц-Карл Конрад — епізод
- Юрген Раммел — епізод
- Елізабет-Крістіне Шустер — епізод
- Ренате Гайслер — епізод
- Труде Брентіна — епізод
- Фелікс Ейнас — литовський селянин
- Валентин Голубенко — кремлівський вартович
- Владимир Мишкін — глядач
- Іван Бичков — глядач
- Штеффен Клаус — епізод

## Знімальна група
- Режисер — Гюнтер Райш
- Сценаристи — Євген Габрилович, Гельмут Байєрл, Г. Фішер, Гюнтер Райш
- Оператори — Валерій Владимиров, Юрген Брауер
- Композитор — Карл-Ернст Зассе
- Художники — Євген Серганов, Альфред Томалла